# کرنتال-مونشینگن
شهر کزنتال-مونشینگن (به آلمانی: Korntal-Münchingen) در ایالت بادن-وورتمبرگ در کشور آلمان واقع شده‌است.